# 5695 Remillieux
5695 Remillieux este un asteroid din centura principală de asteroizi.

## Descriere
5695 Remillieux este un asteroid din centura principală de asteroizi. A fost descoperit pe 24 septembrie 1960 la Observatorul Palomar de Cornelis Johannes van Houten, Ingrid van Houten-Groeneveld și Tom Gehrels. Asteroidul prezintă o orbită caracterizată de o semiaxă mare de 2,65 ua, o excentricitate de 0,14 și o înclinație de 12,7° în raport cu ecliptica.